# Liste von Kunstwerken im öffentlichen Raum in Selm
Die Liste von Kunstwerken im öffentlichen Raum in Selm gibt einen Überblick über Kunst im öffentlichen Raum, unter anderem Skulpturen, Plastiken, Landmarken und andere Kunstwerke in Selm, Kreis Unna. Es besteht kein Anspruch auf Vollständigkeit.

## Kunstwerke in Selm
| Bezeichnung                | Standort                                                                                     | Koordinate                      | errichtet | Künstler                        | Anmerkungen | Bild                                          |
| -------------------------- | -------------------------------------------------------------------------------------------- | ------------------------------- | --------- | ------------------------------- | --- | --------------------------------------------- |
| Wing                       | Kreisverkehr Bork, Lünener Straße / Ostwall / Netteberger Straße                             | 51° 39′ 57,8″ N, 7° 28′ 21,6″ O | 2006      | Liv Pasburg                     | |                                               |
| Freiherr vom Stein Denkmal | Cappenberg, Feldweg am Parkplatz bei der Freiherr-vom-Stein-Straße in der Nähe des Schlosses | 51° 39′ 8,2″ N, 7° 32′ 9,2″ O   | 1992      | Marko Pogačnik                  | Stelen aus Sandstein und rosa Sandstein mit Reliefs, Bronzekopf                                                                          |                                               |
| Sanders Kreuz – Corpus     | Netteberger Straße / Lünener Straße                                                          | 51° 39′ 56″ N, 7° 28′ 15,1″ O   | 1969      | Norbert Ahlmann                 | Eines der ältesten Wegkreuze in Selm-Bork (ca. 1851), etwa 1890 wurde es erneuert. Die Jesusfigur wurde 1969 ersetzt.                    |                                               |
| Kuppel Auenpark            | Auenpark                                                                                     | 51° 41′ 58″ N, 7° 27′ 30″ O     | 2020      | Polenz Metall Design Manufaktur | Kuppel auf Rodelberg im Auenpark | Kuppel im Auenpark Selm                       |
| Drei Ringe                 | Kreisverkehr Kreisstraße / Münsterlandstraße / Ludgeristraße / Sandforter Weg                | 51° 41′ 48,3″ N, 7° 27′ 56,9″ O | 2018      | Alfred Gockel                   | Metall-Skulptur, wurde 2020 von einem Platz neben dem Kreisverkehr in dessen Mitte versetzt                                              | Skulptur Drei Ringe in Selm von Alfred Gockel |
| St. Martin                 | Hauptstraße / Ecke Nierfeld                                                                  | 51° 39′ 54,5″ N, 7° 27′ 50,9″ O | 1992      | Lothar Kampmann                 | Bronzeskulptur auf Steinsockel |                                               |
| Nepomuk                    | Bahnhofstraße 18                                                                             | 51° 40′ 0,8″ N, 7° 27′ 35,3″ O  | 1750      |                                 | Stein, Standbild des Johannes Nepomuk |                                               |
| Gedankenfreiraum           | Burg Botzlar                                                                                 | 51° 41′ 24″ N, 7° 28′ 5″ O      | 2008      | Heinz Cymontkowski              | Kunst in mentaler Form, 1 Quadratmeter begrenzt durch 4 Grenzsteine, begehbar weiterer Gedankenfreiraum 2014 im Künstlerdorf Worpswede   |                                               |
| Stauferstele               | Campus / Sandforter Weg                                                                      | 51° 41′ 45,6″ N, 7° 27′ 52,1″ O | 2022      | Markus Wolf                     | Es ist die 39. Stauferstele. Sie erinnert unter anderem daran, dass Otto von Cappenberg Taufpate von Kaiser Friedrich I. Barbarossa war. |                                               |